# Torrestrongylus tetradorsalis
Torrestrongylus tetradorsalis is een parasitaire rondworm, die voor het eerst werd beschreven in 2015. Tetradorsalis verwijst naar de vier terminale papillen aanwezig in de straal op de rugzijde. De rondworm komt als parasiet voor in de dunne darm van de waterhousebladneusvleermuis, die in Centraal-Mexico leeft. De rondworm is gevonden in vleermuizen in “Sierra de Huautla” in de staat Morelos.
Het mannetje is 6,89–8,38 mm lang en 0,16–0,20 mm dik. Het vrouwtje is 7,45–9,23 mm lang en dik 0,17–0,23 mm. Bij het mannerje zitten in de buurt van de zenuwring 32 ribbels, in het midden van het lichaam zitten er ook 32 en in de buurt van het achtereind 28. De ribbels steken nauwelijks uit de cuticula omhoog en zijn even groot. Het gebied met de ribbels wordt de synlofe genoemd. Bij het vrouwtje beginnen de ribbels direct achter het kopblaasje met 32 ribbels in de buurt van de zenuwring, in het midden van het lichaam zitten er 33 en 21 in de buurt van het achterste uiteinde van het spijsverteringskanaal, dicht bij de anus.

Lichaamsbouw van Torrestrongylus tetradorsalis.
Dwarsdoorsnede mannetje: 21 zenuwring, 22 middenstuk en 23 achterste deel van het spijsverteringskanaal. Dwarsdoorsnede vrouwtje: 24 zenuwring, 25 middenstuk en 26 achterste deel van het spijsverteringskanaal.

- Legenda lichaamsbouw:  1: Voorste uiteinde van mannetje, buikaanzicht, met de farynx en de relatieve posities van de zenuwring en deiriden (sensorische papillen als tastorgaan in het laterale cervicale gebied); let op scheiding van cuticulaire projectie in voorste blaasje. 2: Voorste uiteinde van vrouwtje, zijaanzicht, dat de relatieve posities van de zenuwring, deiride en uitscheidingsporie toont; let op continue cuticulaire expansie in voorste blaasje. 3: Detail van de voorste helft van het kopblaasje met de laterale uitsteeksels die een paraplu vormen en de achterste helft met de vorm van de "twee handvatten van een kruik". 4: Ovejector (het terminale, zeer gespierde deel van de eileider, die het ei door de genitale porie duwt) van vrouwtje met flap in voorste lip van vulva, vagina vera, infundibulum (tweede deel van de eileider), sluitspieren en baarmoedervertakkingen met uitgegroeide eieren. 5: Gezichtsaanzicht van het mannetje, met de rangschikking van papillen en cuticulaire vergroting van de voorste kopblaasje. 6: Achterste uiteinde van het mannetje, dat de relatieve positie van spicula en gubernaculum toont. 7: Spiculum. 8: Gubernaculum. 9: Ei. 10: Bursa (staartzak) met plaats en vertakking van dorsale straal. 11: Zijaanzicht van de staart van het vrouwtje. 12: Buikaanzicht van vrouwelijke staart.